# Catharina Hooft

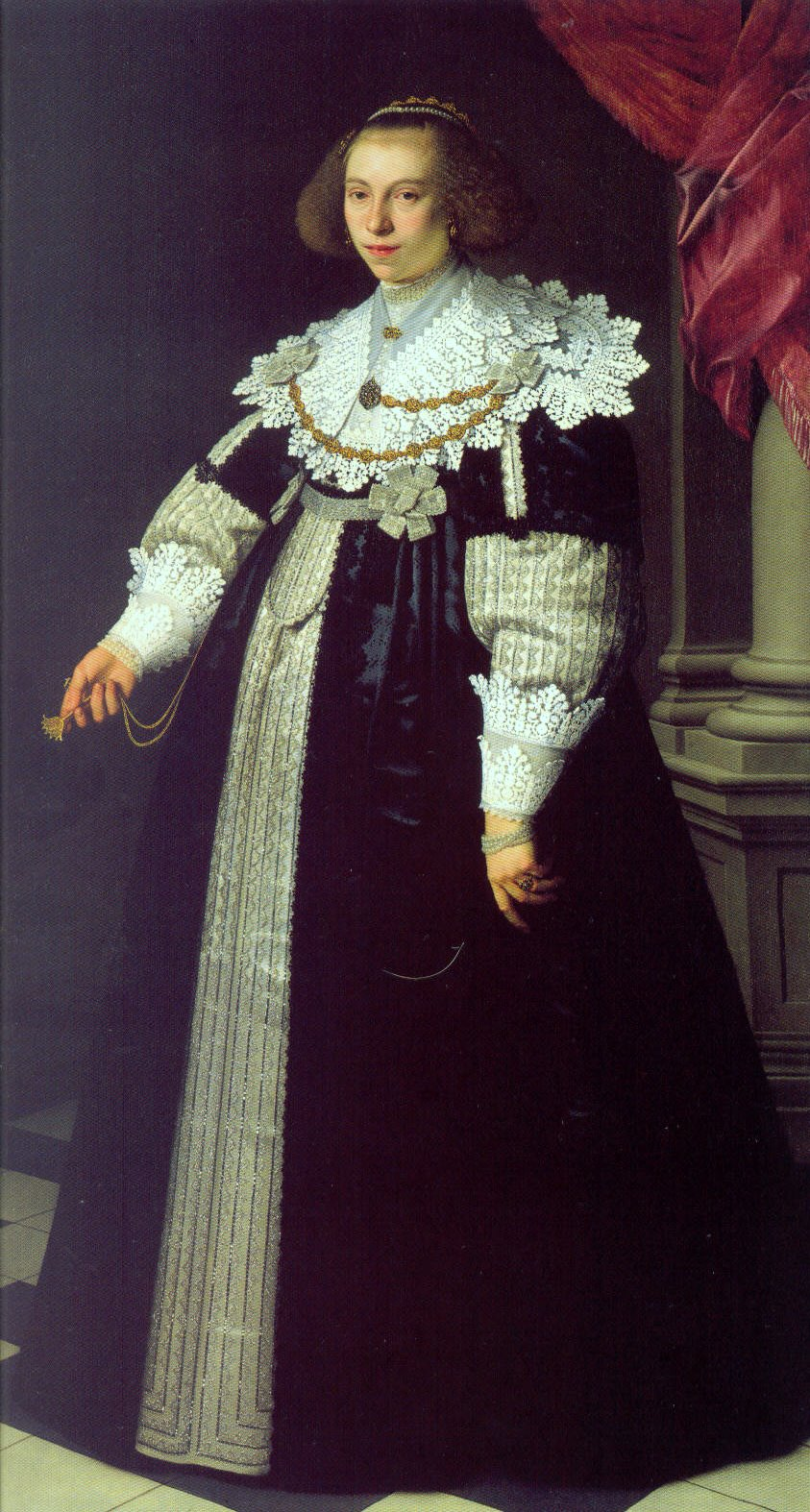
Catharina Hooft im Alter von 18 Jahren, gemalt von Nicolaes Eliaszoon Pickenoy, Gemäldegalerie Berlin

Catharina Pietersdr Hooft (* 28. Dezember 1618 in Amsterdam; † 30. September 1691 auf Schloss Ilpenstein), Vrouwe der Hohen Herrlichkeit von Purmerland und Ilpendam, war eine Persönlichkeit aus dem Goldenen Zeitalter der Niederlande.

## Leben

### Familie und Jugend

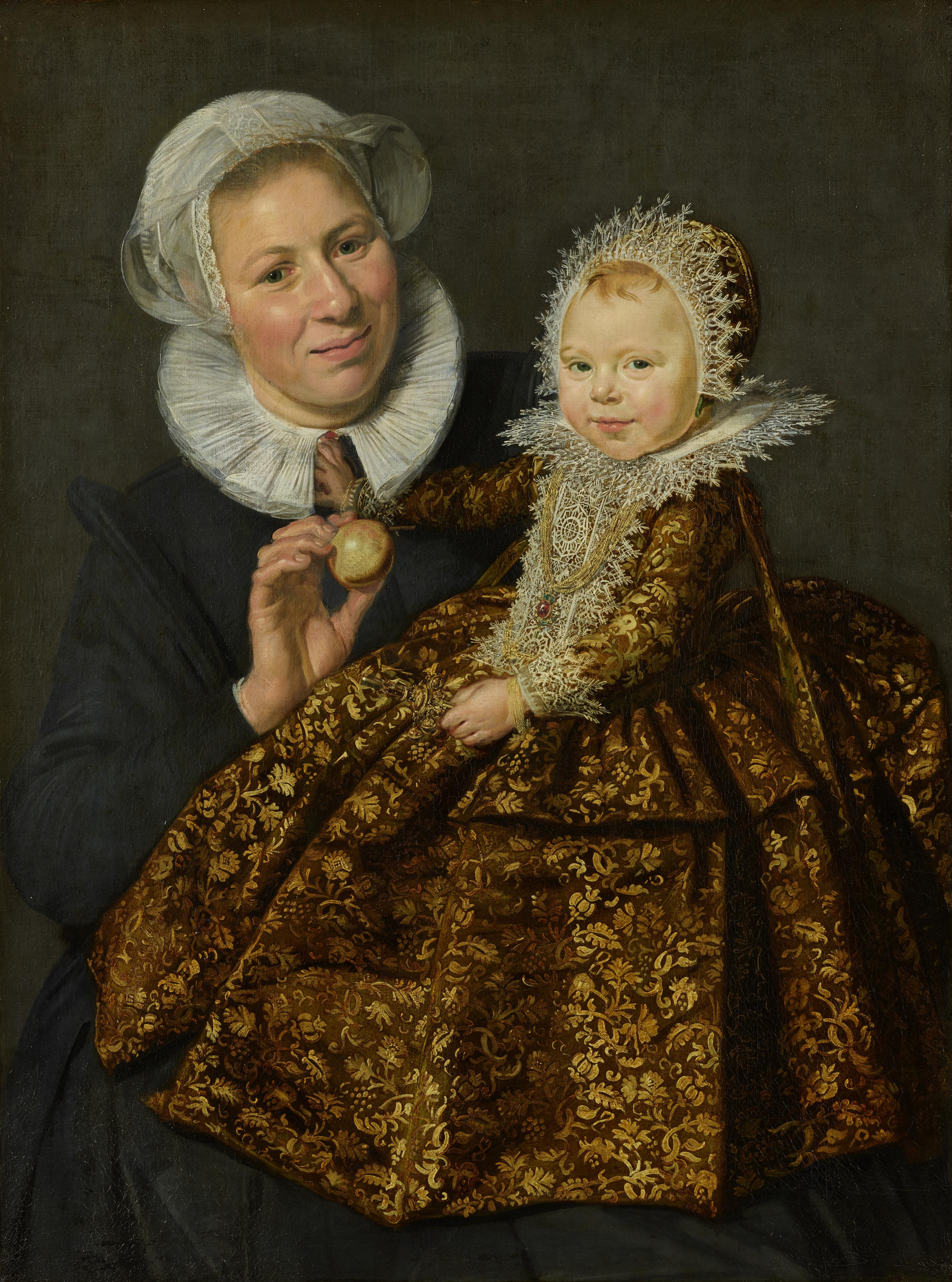
Catharina Hooft mit ihrer Amme, Gemälde von Frans Hals

Catharina Hooft entstammte dem vornehmen Patriziergeschlecht der Hooft. Sie wurde als Tochter von Pieter Jansz Hooft und Gertruid Overlander (1577–1653), einer Schwester von Volkert Overlander, geboren. Ihr Vater war der Bruder des Amsterdamer Regenten Cornelis Hooft und der Onkel von Pieter Corneliszoon Hooft, dem bedeutenden Literaten. Sie war durch ihre Cousine Maria Overlander van Purmerland ebenfalls mit den Amsterdamer Bürgermeistern Frans Banning Cocq, dem Kapitän von Rembrandt van Rijns Gemälde Die Nachtwache verwandt. Ebenso war Niederlands großer Staatsmann Johan de Witt ihr leiblicher Neffe. Catharina Hooft wurde schon in jungen Jahren porträtiert, im Alter von drei Jahren wurde sie gemeinsam mit ihrer Amme von Frans Hals auf dessen berühmtem Gemälde Catharina Hooft mit ihrer Amme verewigt. Dieses Gemälde blieb bis in das Jahr 1870 im Besitz der Familie De Graeff auf Schloss Ilpenstein.

### Wappen

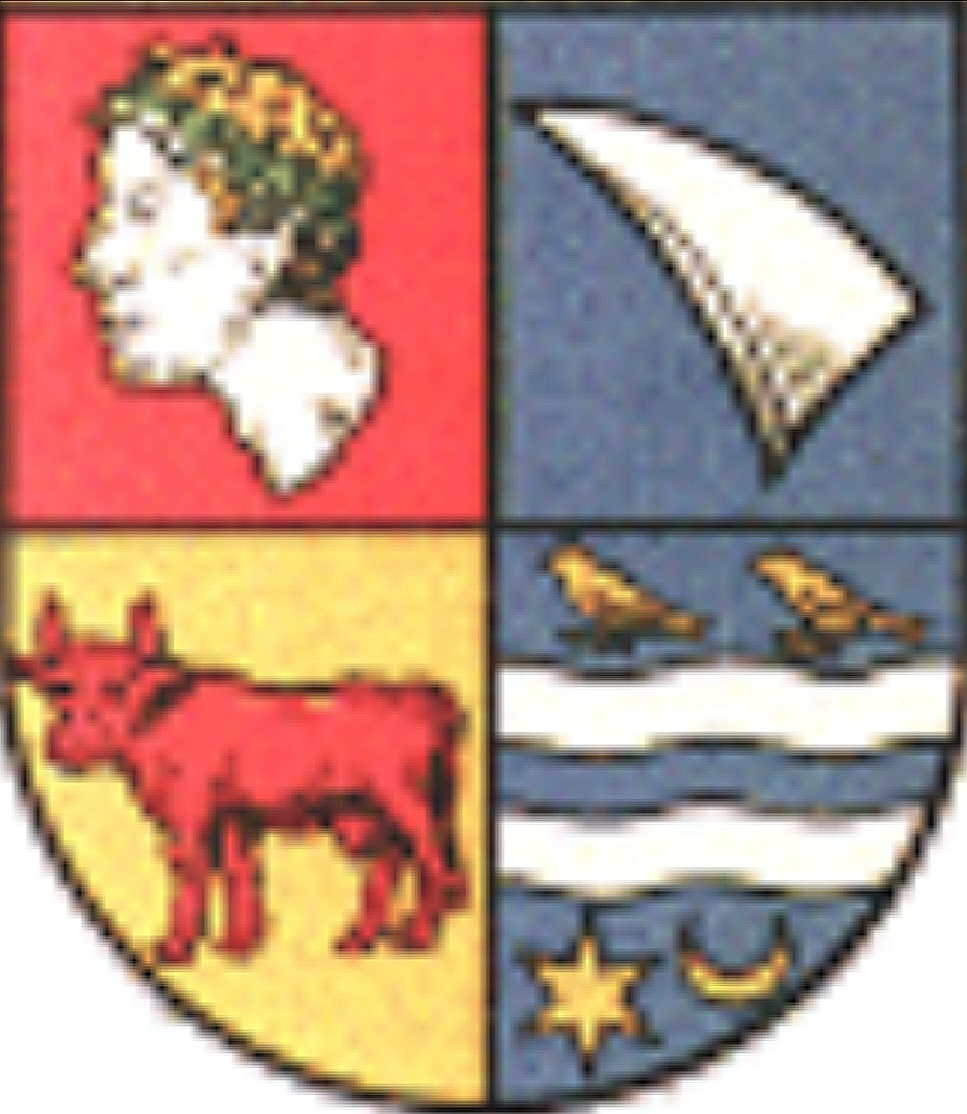
Wappenschild der Familie von Catharina Hooft (Wappenstifter war ihr Vater Pieter Jansz Hooft)

Wappenschild: Geviertelt: I In Rot ein bartloser Männerkopf aus Silber mit goldenem Haar, umgeben von einem grünen Lorbeerkranz (Hooft); II Eine antike Pflugschar in Blau, schräg nach rechts mit der Spitze nach oben gestellt (Overlander); III In Gold eine rote Kuh (Lons); IV In Blau zwei gewellte Querbalken aus Silber, von oben begleitet von zwei Zeisigen aus Gold und von unten rechts von einem goldenen Stern (6) und links von einer goldenen Wachsähre (Chijs).

### Persönlichkeit des Goldenen Zeitalters

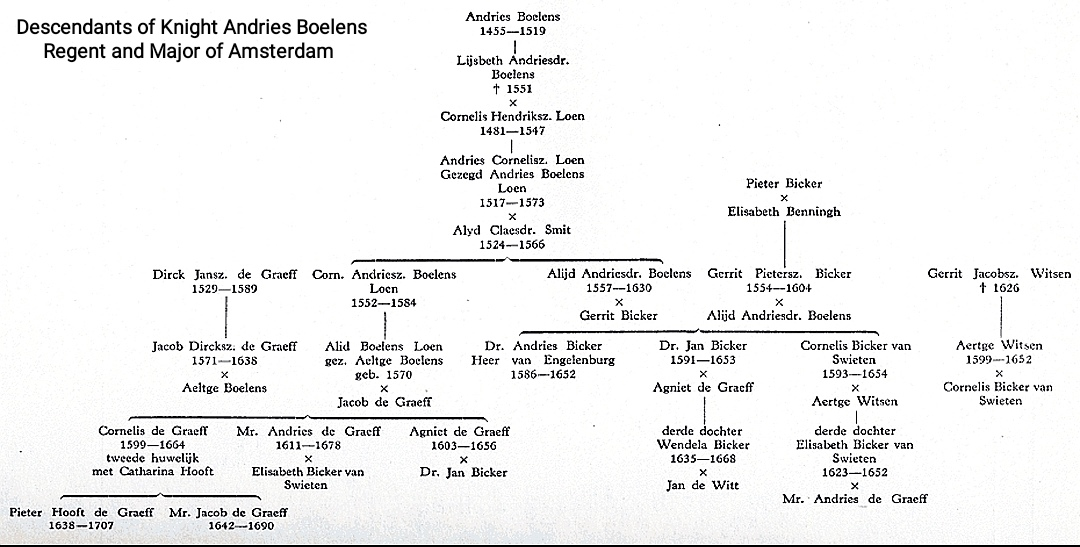
Übersicht über die maßgeblichen Familienbeziehungen der Amsterdamer Oligarchie um die Geschlechter Boelens Loen, De Graeff, Bicker (van Swieten), Witsen sowie Johan de Witt im Goldenen Zeitalter.

Im Alter von 17 Jahren heiratete Catharina Hooft den um 19 Jahre älteren Witwer und Cousin Cornelis de Graeff. Jener war in erster Ehe mit Geertruid Overlander (1609–1634) verehelicht, ebenso einer Cousine von Catharina. An der Seite dieses mächtigen Mannes vollzog sich Catharinas Wandlung zu einer der ersten Damen des Landes. Das Ehepaar bekam zwei Söhne, Pieter und Jacob de Graeff. 1652 ließ sich De Graeff mit seiner Gattin Catharina Hooft und deren beiden Söhnen Pieter und Jacob durch Jan Victors als Isaak und Rebekka mit ihren Söhnen Jakob und Esau porträtieren. Dieses allegorische Werk und De Graeffs Darstellung als einer der Erzväter eines Volkes und seiner Ehefrau sollte seine Wichtigkeit unterstreichen. Die beiden jungen De Graeffs spielten in den Sommern im Graeffschen Landhaus Paleis Soestdijk mit dem jungen Fürsten Wilhelms III. von Oranien-Nassau, dem späteren König-Statthalter von England und der Niederlande. Ein Gemälde von Jacob van Ruisdael und Thomas de Keyser zeigt Catharina Hooft gemeinsam mit ihrem Ehemann in einer Kutsche sitzend, bei ihrer Ankunft in Soestdijk. In der Gemeinde Baarn, unweit vom Anwesen am Zoestdijk entfernt gelegen, bewohnte die Regentenfamilie Bicker ihre Landhäuser De Eult und Hooge Vuursche, diese Familie war mit Catharina und Cornelis eng verwandt.
Im Jahre 1664 verstarb ihr Ehemann Cornelis. 1666 ehelichte Jacob mit Maria van der Does (1649–1667), Tochter von Willem van der Does (1608–1666), Rechtsgelehrter, und Catharina Hendrix (* 1608). Maria war somit eine reiche Erbin, die ihm ein Vermögen von 400.000 Gulden zubrachte. Sie ist aber schon drei Monate nach deren Hochzeit und daher auch kinderlos verstorben. Nach dem Tod von Maria begann De Graeff Anna Christina Pauw van Bennebroek den Hof zu machen. Sie war die einzige Tochter von Adriaen Pauw, dem Präsidenten des Hofes van Holland und Enkeltochter von Ratspensionär Adriaan Pauw. Da aber De Graeffs Mutter Catharina Hooft die Paauwen ganz und gar nicht mochte [de Paauwen gantsch niet lustte] war sie gegen eine Heirat mit einem Mitglied aus der Regentenfamilie der Pauw und nahm sogar die Hilfe von ihrem Neffen Johan de Witt in Anspruch, um eine Ehe von ihrem Sohn Jacob mit Anna Christina Pauw zu verhindern.
Als im Rampjaar 1672 das politische System der Gebrüder Johan und Cornelis de Witt an den inneren und äußeren Feinden der Republik zerbrach, setzte Catharina alles daran ihre beiden Söhne auf den neuen Statthalter Wilhelm III. von Oranien-Nassau einzuschwören. Im Jahre 1674 verkaufte ihr Sohn Jacob Soestdijk an den oranischen Fürsten und zog später als Offizier in der Schlacht bei Rheinbach gegen die deutschen Reichsfürstentum. 1678 erbte Catharina seitens ihrer Cousine, sowie Frans Banning Cocqs Witwe, Maria Overlander die nördlich von Amsterdam gelegene Hohe Herrlichkeit Purmerland und Ilpendam, die in weiterer Folge 1690 an ihren Sohn Jacob überging. Im Jahre 1691 verstarb Catharina Hooft auf ihrem Alterssitz Ilpenstein.